# 딩쯔린
딩쯔린(중국어: 丁子霖, 병음: Dīng Zǐlín, 1936년 12월 20일 ~ )은 중국의 인권 운동가이다. 톈안먼 어머니회의 지도자를 역임했다. 1989년 톈안먼 사건과 그에 따른 진압 과정에서 사망한 최초의 학생 시위자 가운데 한 사람인 장제롄의 어머니이기도 하다.

## 생애
딩쯔린은 1936년 12월 20일에 상하이에서 태어났으며 베이징시에 위치한 중국인민대학에서 철학과 교수로 근무했다. 그의 남편인 장페이쿤(蔣培坤)은 이 대학의 미학원 원장이었다.
딩쯔린의 17세의 아들인 장제롄(蔣捷連)은 중국 인민해방군이 베이징 톈안먼 광장에서 일어난 민주화 시위를 진압했을 때에 가장 먼저 살해당한 사람 가운데 한 명이었다. 딩쯔린은 통행 금지령을 무시하고 그 가족의 집을 떠났다. 다음에 무슨 일이 일어났는지에 대한 설명은 다양하다. 목격자들은 그의 아들이 1989년 6월 3일 밤에 총에 맞아 피를 흘리며 죽었다고 말했다. 딩쯔린은 장제롄이 톈안먼 광장으로 가는 길에 공안들에게 심장을 관통당했다고 증언했다. 장제롄은 베이징 아동병원으로 급히 이송되었고 그곳에서 "도착시 이미 사망"(데드 온 어라이벌) 판정을 받았다. 딩쯔린은 아들이 죽은 이후에 6번이나 자살을 시도했다고 말했다.
딩쯔린은 1989년 8월에 또 다른 유족을 만났고 자조 그룹 내에서 공통점을 발견하면서 계속 성장했다. 그는 1989년 톈안먼 사건 동안에 아들과 딸을 잃은 150여 명의 다른 가족들로 네트워크를 형성했고 이 단체는 "톈안먼 어머니회"로 알려지게 되었다. 딩쯔린은 그날 이후로 정부에 그 죽음에 대해 사과할 것을 요청해 왔다. 그와 다른 사람들은 중국 정부의 투옥, 가택 연금, 전화 도청, 지속적인 감시에 직면했다.
그는 1991년에 미국 ABC 뉴스와 인터뷰를 진행했다. 이 사실을 알게 된 중국 정부는 딩쯔린과 그의 남편이 그들의 작업이나 연구를 수행하는 것을 막았다. 또한 그가 쓴 작품들의 국내 출판을 금지시키고 중국 공산당에서 당원으로 활동할 자격을 취소했다. 또한 딩쯔린은 40일 이상 구금당하면서 조기 퇴직을 강요받았다. 그는 석방된 이후에 중국 당국의 철저한 감독하에 있었다. 1994년 9월 9일에는 외신에 "중국 국민에게 상처를 준다"는 기사를 게재했다는 이유로 대학 앞에서 체포되어 2시간 동안 경찰에 구금되었다. 딩쯔린과 그의 남편은 1995년에 8월 18일 장쑤성 우시시에서 체포되어 9월 30일까지 '경제적인 이유'로 수감되었고 방문객도 받아주지 않았다. 그의 남편은 1996년에 조기 퇴직해야 했다. 딩쯔린은 2000년 2월 28일 이후에 중국 당국의 24시간 감시 하에 있었다.
그는 2004년에 톈안먼 어머니회 소속 회원들과 함께 그들이 어떠한 공식적인 기념이나 시위를 하는 것을 막기 위해 톈안먼 사건 15주년 직전에 가택 연금되었다. 딩쯔린은 고위 관리로부터 1989년 톈안먼 사건 탄압에 대한 검토가 "의외"라는 말을 들은 것으로 알려졌다. 미국의 시사 주간지 《타임》은 2006년에 그를 "60명의 아시아 영웅" 가운데 한 명으로 선정했다.
딩쯔린은 1989년 6월 4일경에 베이징에서 중국 인민해방군에 의해 사살된 사람들의 이름을 수집해 왔다. 그는 2006년 6월 말에 중국 당국의 거듭된 괴롭힘에도 불구하고 자신의 노력으로 186명의 사망자를 확인할 수 있었다. 그러나 사망 원인을 면밀히 조사한 결과에 따르면 딩쯔린의 리스트에 오른 모든 사람이 군대의 손에 직접 죽은 것은 아니었다고 한다. 예를 들어 목록에 있는 사람들 중 적어도 한 명은 봉기가 진압된 후 자살했다.
딩쯔린과 그의 남편은 2004년 5월 24일 현재 가택 연금 상태에 있는 것으로 확인되었다. 2007년 2월 8일에는 《6월 4일 희생자들을 찾아서》라는 책으로 바실 스터스 글쓰기의 자유상을 수상했다. 딩쯔린은 2008년 베이징 하계 올림픽 기간 동안 강제 휴가를 위해 베이징을 떠나라는 명령을 받았다. 딩쯔린은 2010년에 류샤오보가 노벨 평화상을 수상했다는 발표가 나오자 그의 상을 1989년 톈안먼 사건 당시에 사망한 사람들에게 바치겠다고 발표했다. 이에 반체제 단체들은 10월 18일에 딩쯔린과 그의 남편이 경찰에 연행되어 4일 동안이나 목격되거나 소식을 듣지 못했다고 보고했다.

## 인권 활동
딩쯔린은 1989년 톈안먼 광장 시위에서 자신의 아들이 사망한 이후에 희생자들을 위한 정의를 위해 싸워왔다. 그의 행동주의는 국제앰네스티, 휴먼 라이츠 워치, 휴먼 라이츠 인 차이나와 같은 국제 인권 단체들과 국제적인 관심과 결연을 이끌어냈다. 미국 뉴욕에 본부를 둔 인권 감시 단체인 휴먼 라이츠 인 차이나는 중국 정부에 의해 적대적인 단체로 낙인찍혔다.
딩쯔린의 노력 때문에 국제앰네스티는 중국 정부가 수많은 시민들의 죽음에 대해 인정하고 사과하도록 압력을 가하기 위한 정치적 캠페인을 벌이고 있다. 국제앰네스티는 2007년 6월 톈안먼 광장 서쪽에서 딩쯔린과 그의 남편, 그리고 다른 시민 희생자 2명의 친척들이 촛불을 켜는 것을 허용한 중국 정부에 박수를 보냈다. 중국 정부의 최소한의 인정에도 불구하고 국제앰네스티는 중국 당국이 국제 무대에서 중국의 인권 기록과 베이징의 이미지를 개선하는 것을 돕기 위해 공개 토론과 더 많은 공공 기념비를 허용할 것을 촉구한다. 딩쯔린과 인권 단체들은 중국 정부가 학생 시위에 "반혁명 반란"과 같은 정치적 용어로 라벨을 붙이는 것을 중단할 것을 요구한다.

### 조직
톈안먼 어머니회는 6월 4일에 가족을 잃은 사람들의 활동가 그룹이다. 딩쯔린이 이끄는 그들은 그날 사랑하는 사람을 잃었다고 공개적으로 진술하는 100명 이상의 사람들의 이름을 수집했다. 지난 20년 동안 휴먼 라이츠 인 차이나, 《차이나 포스트》, 《뉴욕 타임스》, 《타임》, 국제사면위원회 등 여러 소식통에 의해 발행된 공개 서한에서 톈안먼 어머니회는 계속해서 다음과 같은 요구 사항들을 발표하고 있다.
- 평화롭고 공개적으로 애도할 권리 보장
- 중국 내외의 단체 및 개인으로부터 인도적 지원을 받을 권리 보장
- 진압 과정에서 부상을 당한 사람들과 사망자 가족을 포함한 희생자들에 대한 박해 중단
- 1989년 톈안먼 시위에서 그들의 역할로 여전히 감옥에서 고통 받고 있는 모든 사람들의 석방
- 1989년 톈안먼 시위에 대한 전면적이고 공개적인 설명, 범죄의 가해자들에 대한 처벌 종료

### 시민 불복종
다수의 체포와 지속적인 감시에도 불구하고 시민 불복종은 딩쯔린의 일상적인 선택이지만 그녀는 중국 정부가 저지른 인권 침해에 대해 비폭력적인 방식으로 목소리를 내는 것을 멈추지 않는다. 《타임》은 2004년 4월 5일에 "그날 밤 중국 정부가 그들의 행동에 대해 설명하기를 원하는 많은 사람들에게 상징적인 지도자"라고 말했다. 그는 목소리가 강한 작은 여성이다. 그녀의 사별은 그녀를 강하게 만든다."라고 전했다.
《혼수 상태에 빠진 베이징》의 저자인 마젠은 2008년 6월 4일에 게재된 《뉴욕 타임스》 기사에서 딩쯔린의 시민 불복종에 대해 논하기도 한다. 마젠은 딩쯔린이 어떻게 다시 한번 중국 당국에 반항하고 창안제에 기념비를 세울 것인지를 묘사한다. 그는 역사를 지우려는 중국 정부의 노력에도 불구하고 많은 사람들이 잊지 않으려 한다는 것을 보여주는 지지 표시에 대해 "허세 뒤에는 중국 공산당이 헤드라이트 속의 사슴처럼 두렵다"고 제안한다.

### 진술
딩쯔린은 2009년 6월에 《뉴스위크》와 가진 인터뷰에서 많은 역사적 인물들의 행동과 유산을 비난했다. 그는 왜 덩샤오핑이 캄보디아의 악명 높은 크메르 루주의 지도자인 폴 포트처럼 재판에 회부되지 않았는지 의문을 제기했다.
딩쯔린은 아들의 이야기를 통해 중국 내 인권 메시지를 전파하고 이것이 정치적 이슈의 중심이 되어야 한다고 생각했다. 그는 힐러리 클린턴 미국 국무장관이 미국과 중국 간의 긴밀한 관계가 인권에 가려져서는 안 된다고 말했을 때 실망했다. 하지만 그는 1995년에 힐러리 클린턴이 중국에 수감된 죄수 가운데 한 사람이었던 자신을 석방하는 데 도움을 주었다는 것을 인정했다. 딩쯔린은 빌 클린턴 전 미국 대통령이 톈안먼 광장에서 레드카펫을 밟은 것에 대해 "학생들의 피가 여전히 젖어 있고 상처가 아물지 않은 상태에서 클린턴이 어떻게 중국 군대를 검토하기 위해 레드카펫에 오를 수 있었을까요?"라고 지적했다.
휴먼 라이츠 워치는 1994년 5월 26일에 빌 클린턴 대통령이 1993년 행정명령에 명시된 많은 문제들에 대해 중국이 큰 진전을 이루지 못했다고 말했지만 강경한 인권 정책은 미국이 다른 이익을 추구할 수 있는 능력을 저해하고 있다고 주장했다. 휴먼 라이츠 인 차이나, 국제앰네스티, 휴먼 라이츠 워치는 그들의 철학에서 정부가 나쁜 인권 기록으로 국제적인 힘을 얻는 것에 비판적이라고 묘사한다.
딩쯔린은 아들이 죽은 이후에 인권 운동가가 되기 위해 여생을 바쳤다. 또한 노벨 평화상을 수상한 중국의 반체제 인사인 류샤오보를 지지하는 목소리를 냈다. 그의 지속적인 캠페인은 필 더 스퀘어와 같은 모금 단체의 지원에 의존했다.

## 같이 보기
- 중국의 반체제자 목록
- 국제앰네스티
- 휴먼 라이츠 워치